# Corymbia dallachiana
Corymbia dallachiana, comúnmente conocido como gomero fantasma o gomero de Dallachy, es un árbol perennifolio que es nativo del este de Australia.

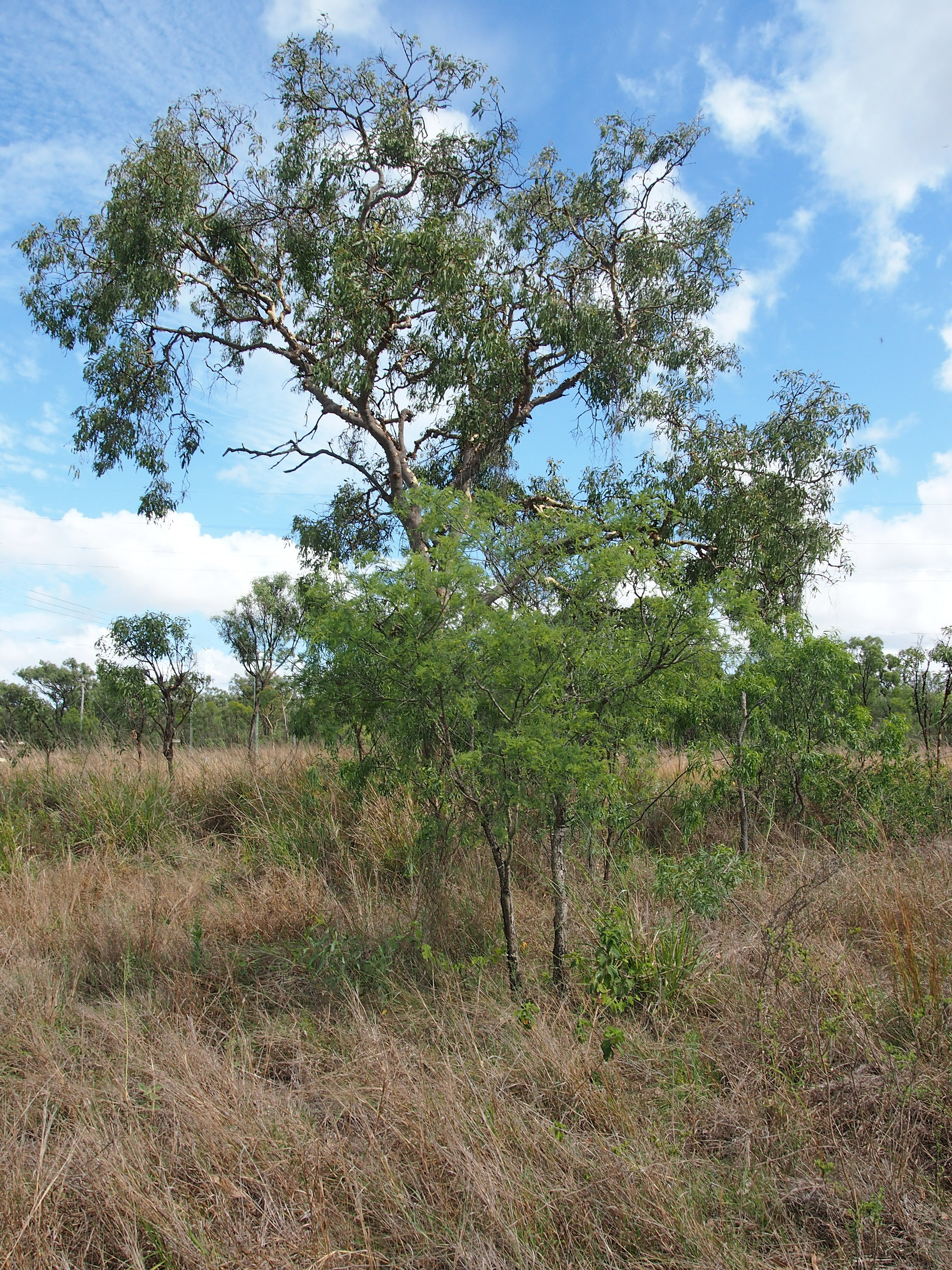
Creciendo junto a Acacia bidwillii

## Descripción
Crece hasta 20 metros de altura y tiene una corteza de blanca a crema y un matiz rosáceo, con frecuencia con escamas cafés. La corteza se muda en delgadas escamas. Las flores blancas aparecen desde finales de verano hasta mediados del invierno.
El gomero fantasma se distribuye en un amplio rango de medioambientes desde las regiones costeras húmedas hasta las áridas incluso 1000 km tierra adentro. La planta es el indicativo de suelos infértiles y superficiales en las regiones costeras pero ocupa un rango más amplio de medio ambientes en muchas partes áridas de su rango. En las partes del oeste del centro de Queensland la especie se integra con Corymbia aparrerinja, una especie con la cual fue una vez amontonada como "C. papuana.

## Historia
En 1891 en Barcaldine, Queensland un gomero fantasma, conocido como árbol del conocimiento, fue el punto focal de una reunión de notables esquiladores de ovejas, un evento clave que llevó a la formación del Partido Laborista Australiano.

## Taxonomía
Corymbia calophylla fue descrita por (Benth.) K.D.Hill & L.A.S.Johnson y publicado en Telopea 6: 451. 1995.
Sinonimia
- Eucalyptus clavigera var. dallachiana (Benth.) Maiden
- Eucalyptus tessellaris var. dallachiana Benth.[3]